# Anne-Thérèse de Marguenat de Courcelles

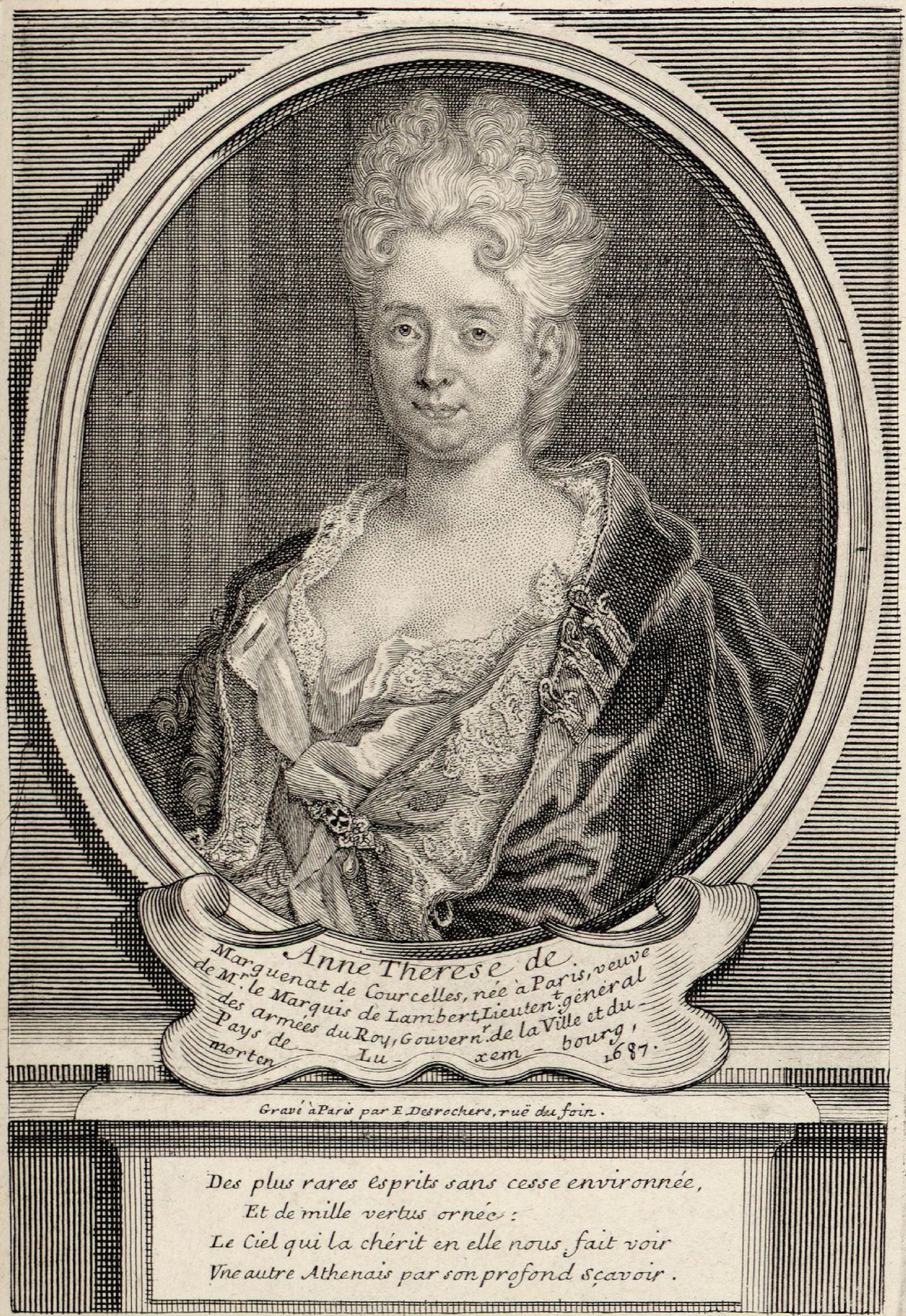
Retrato de Anne-Thérèse de Marguenat de Courcelles por Étienne Jehandier Desrochers

Anne-Thérèse de Marguenat de Courcelles, por matrimonio madame de Lambert, marquesa de Saint-Bris, generalmente llamada marquesa de Lambert (París, 1647-ibidem, 12 de julio de 1733), fue una mujer de letras y salonnière francesa.
Bajo la Regencia, cuando la corte de la duquesa de Maine, en el castillo de Sceaux, se divertía con frivolidades y cuando la del duque de Orleans, en el Palais-Royal, se dedicaba a la depravación, el salón de la marquesa de Lambert fue el templo del decoro y el buen gusto, una reacción contra el cinismo y la vulgaridad de su tiempo. Para la gente culta de la época, fue un verdadero honor ser admitido en su famoso "martes", en que todavía respiraban el espíritu de la dignidad y el buen gusto del Gran Siglo.

## Biografía
Fue hija única de Étienne de Marguenat, señor de Courcelles, y su esposa, Monique Passart (†1692 ), pero en 1650 perdió a su padre, maestro contador en la Cámara de Cuentas de París, cuando solo tenía tres años. Fue criada por su madre, conocida por sus costumbres ligeras, y su segundo marido, el poeta François Le Coigneux de Bachaumont, quien le inculcó el amor a la literatura y una filosofía centrada en el escepticismo. "Todo joven", escribió a su amigo Fontenelle, "se oculta a menudo a los placeres de su edad para ir a leer por sí mismo, y ella se acostumbró por tanto motu proprio a hacer extractos de lo que más la impresionaba; y esto eran, o bien agudas reflexiones sobre el corazón humano, o bien trucos de la expresión ingeniosa, pero más a menudo las reflexiones". 
El 22 de febrero de 1666 se casó con Henri de Lambert, marqués de Saint-Bris, un oficial distinguido que pronto iba a ser ascendido a teniente general y a gobernador de Luxemburgo. Su unión fue muy feliz y tuvieron dos hijos: un niño, Henri François, marqués de Saint-Bris y gobernador de la ciudad de Auxerre, y una niña, María Teresa (†1731), por su matrimonio condesa de Saint-Aulaire; para cada uno de ellos escribió un tratado educativo. La marquesa de Lambert enviudó en 1686 y crio a los dos hijos aún joven, teniendo que seguir un juicio largo (más de una década y media duró) y doloroso contra su familia política para salvar su fortuna, pero que al final se sentenció muy favorablemente a ella.
En 1698 alquiló la mitad norte del hotel de Nevers, ubicado en la calle de Richelieu, en la esquina de la calle Colbert. Y a partir de 1710, en un hermoso salón decorado por Robert de Cotte, creó su famoso salón literario, que habría de durar hasta su mismo fallecimiento en 1733. Según su amigo, el abate Louis Barbier de La Rivière, "le dio por encapricharse del ingenio [...] Es un mal que le dio de repente, y murió incurable". Ella recibía dos veces por semana: los hombres de letras los martes y las personas de calidad los miércoles, sin buscar sin embargo establecer una barrera infranqueable entre ambos mundos, al contrario: deseaba interesar a la buena sociedad a la literatura y mostrar a los escritores las ventajas de frecuentar ese mundo, y los habituales podían pasar sin contrariedad de un día a otro.
Los martes comenzaban alrededor de la una de la tarde. Tras la cena tenían lugar "conferencias académicas" sobre un tema filosófico o literario. Las discusiones políticas o religiosas estaban absolutamente prohibidas. Cada invitado tenía que emitir una opinión personal o leer algunos pasajes de sus últimos trabajos y así, por la mañana (escribió el abate de la Rivière) "los invitados preparaban la mente para la tarde." La anfitriona, comparada a la diosa Minerva, conducía lo que la mayoría de los críticos llamaban una "oficina de la mente." Incitaba a los escritores a alcanzar la más alta autoridad moral y ayudaba a guiar el movimiento de las ideas hacia nuevas formas, de manera que de su sala de estar partieron los ataques de Houdar de La Motte contra la regla de las tres unidades, contra los versos o contra Homero, a quien madame Lambert hallaba aburrido... lo que no le impedía recibir a partidarios de los Antiguos como Anne Dacier, el abate Joseph Thoulier d'Olivet o Jean-Baptiste-Henri de Valincour.
Harto poco devota, la marquesa de Lambert apoyó las Lettres persanes (Cartas persas) de Montesquieu y logró que lo eligieran miembro de la Academia Francesa. Fue una de las primeras mujeres del mundo en abrir su puerta a comediantes como Adrienne Lecouvreur o Michel Baron, y aunque las grandes figuras de su salón eran Fontenelle y Houdar de la Motte, también podía verse en él a Madame d'Aulnoy, a la poetisa Catherine Bernard, al abate de Bragelonne, al jesuita Claude Buffier, al abate François-Timoléon de Choisy, a Anne Dacier, al matemático Jean-Jacques Dortous de Mairan, al severo moralista Fenélon, al "presidente" Charles-Jean-François Hénault, al comediógrafo Pierre de Marivaux, al abate Nicolas-Hubert Mongault, a Montesquieu, al abogado Louis de Sacy, favorito de la anfitriona; a François-Joseph de Beaupoil, marqués de Sainte-Aulaire, a Marguerite de Launay, baronesa Staal; a madame de Tencin (que recogió a los invitados de la marquesa a su muerte en 1733 y se los llevó a su propio salón) o al helenista abate Terrasson.
El salón de la marquesa de Lambert fue prácticamente la antecámara de la Academia Francesa. Según el marqués de Argenson, tenía la facultad "de nombrar a la mitad de los académicos." Para Fontenelle, "estaba no solo deseosa de servir a sus amigos sin esperar a su ruego ni a la exposición humillante de sus necesidades, sino de hacer una buena acción incluso a personas indiferentes, intentándolo siempre con viveza; era preciso que las circunstancias fueran muy contrarias para que ella sucumbiese. Algunas malaventuras de sus generosidades no llegaron a corregirla de ningún modo, y ella estaba siempre igualmente presta a arriesgarse en hacer el bien".

## Pensamiento
Madame de Lambert se interesaba particularmente por las cuestiones educativas. Compuso un Avis d'une mère à son fils (1726) y un Avis d'une mère à sa fille (1728) que están llenas de nobleza y pensamientos elevados, donde ella misma reconoce lo que debía a las máximas de Fénelon: «He encontrado en Télémaque los preceptos que he dado a mi hijo y en la Éducation des filles los consejos que he dado a la mía.»
Sus Réflexions sur les femmes no estaban destinadas a la imprenta, y cuando fueron publicadas sobre la base de copias destinadas a los amigos de la autora, se vio vivamente afligida y se creyó deshonrada. Hizo comprar una gran parte de la edición para destruirla, lo que no impidió numerosas reimpresiones clandestinas e incluso una traducción al inglés. Este texto evoca con finura las paradojas de la condición femenina:
He examinado si no se podía sacar mejor partido de las mujeres; he encontrado a autores respetables que han creído que ellas tenían en sí unas cualidades que podían conducirlas a grandes cosas, como la imaginación, la sensibilidad, el gusto; presentes que han recibido de la naturaleza. He hecho reflexiones sobre cada una de estas cualidades. Como la sensibilidad las domina y las lleva naturalmente hacia el amor, he buscado si no se podía de ningún modo salvarlas de los inconvenientes de esta pasión, separando el placer de lo que se llama vicio. He, pues, imaginado una Metafísica del amor: que la practique quien pueda
Sin rechazar los atractivos de la feminidad, la autora se pronuncia contra la inanidad y escasez de educación de las mujeres, reprochando a Molière «haber ligado al saber la vergüenza que había en repartir el vicio». O, estima ella, la vacuidad interior que conduce a la depravación moral: una educación relevante es pues una salvaguardia contra el vicio.
Publicó además tratados (L'Amitié -"La amistad"-, La Vieillesse, -"La vejez"-) y algunos retratos y discursos redactados para sus huéspedes. Tenía un verdadero talento para forjar máximas y darles un tono nuevo y original: «Está siempre bien pensado", escribe Sainte-Beuve, "pero está aún mejor dicho". Pecando sin embargo por exceso de investigación, muestra a menudo energía y concisión. Sus escritos destacan, según Fontenelle, «por el tono amable de virtud que reina allí por doquier» y, según Auger, «por la pureza del estilo y de la moral, la elevación de los sentimientos, la finura de las observaciones y de las ideas».
La marquesa de Lambert no era devota, incluso aunque condenara la irreligión como de mal tono: «La religión de Madame de Lambert", apercibe Sainte-Beuve, "es más bien una forma mental que una fuente interna que brota del corazón habitualmente o una revelación positiva." Por lo tanto, anuncia la Ilustración y sus ideas filosóficas.

## Obras
- Œuvres Lausanne, 1748; 1751; ed. de Louis Simon Auger, 1808; ed. de Robert Granderoute, Paris, Librairie Honoré Champion, 1990.
- Lettre de madame la Marquise de ***, sur les Fables Nouvelles. Avec la réponse servant d'apologie, Paris, 1719. Es una crítica a las Fables Nouvelles de Antoine Houdar de La Motte.
- Avis d'une mère à son fils, Paris, 1726, in-12
- Réflexions nouvelles sur les femmes, ou Métaphysique d'amour, Paris, 1727, (reimpr. en La Haya, 1729;  Londres, J. P. Coderc, 1730.
- Avis d'une mère à sa fille, 1728
- Traité de l'Amitié, 1732
- La Vieillesse, 1732
- Lettres à diverses personnes, Paris, 1748
- Lettres sur la véritable éducation (Ámsterdam, 1729). Se trata de una reimpresión conjunta del Avis d'une mère à son fils y del Avis d'une mère à sa fille
- Psyché, en grec Âme, inédita
- La Femme ermite, novela inédita.
- Portraits, inéditos.
- Dialogues, inéditos.
- Discours, inéditos.